# Italská hra
Italská hra je nejstarší v současnosti stále používané otevřené zahájení, studovali ji italští šachisté již v průběhu 16. století. Nabízí spoustu zajímavých kombinačních zápletek spojených s brzkým útokem na krále. Též využívá těch nejklasičtějších strategických obratů, tudíž se jedná o dobrou pomůcku začínajícím šachistům.
V současnosti není na profesionální úrovni příliš používaná, jelikož řada jejích variant je prozkoumaná do situací, ve kterých je pozice víceméně rovná a materiál na šachovnici není dostatečný na zvrácení pozice pro jednu z bojujících stran.
Uvozena je tahy: 1. e4 e5, 2. Jf3 Jc6, 3. Sc4 Sc5.
Málo užívané odpovědi černého po 3. Sc4 jsou např. 3. ... d6, 3. ... Jd4, 3. ... h6 atd.
Nejklidnější hra "giuoco pianissimo" je 3. ... Sc5 4. d3 a 5. Jc3 či 4. Jc3 a 5. d3. 
Hlavní varianta italské hry vypadá takto: 4. c3 Jf6, 5. d4 exd4, 6. cxd4 Sb4+, 7. Jc3 Jxe4, 8. 0-0 Sxc3 (nikoli ...Jxc3 - vede k silnému útoku na černého krále s obětí věže na a1), 9. d5 … (tzv. Mollerův útok).
Variant je více, poměrně dost hraná je varianta: 4. c3 Jf6, 5. d4 exd4, 6. cxd4 Sb4+, 7. Sd2 Sxd2, 8. Jbxd2 d5, 9. exd5 Jxd5, 10. O-O ...
Další variantou je po 5.... exd4 6. e5 d5, 7. Sb5
Tah 4. b4 Sxb4 vede do tzv. Evansova gambitu.